# Se For pra Ser Feliz
Se For Pra Ser Feliz é um álbum de estúdio da dupla sertaneja brasileira Chitãozinho & Xororó, lançado em 2009 pela gravadora EMI. O álbum contém 12 faixas (sendo 10 inéditas) e foi produzido pela própria dupla, com direção musical de Reinaldo Barriga. No álbum há duas regravações: "Duas Lágrimas" (regravação da banda Fresno) e "Planeta Azul" (regravação da própria dupla).

## Faixas
| N.º | Título                                         | Compositor(es)                    | Duração |  |
| 1.  | "Se For Pra Ser Feliz"                         | Alvaro Socci                      | 4:12    |  |
| 2.  | "Quando Penso Que Esqueci"                     | José Augusto / Paulo Sérgio Valle | 4:27    |  |
| 3.  | "Nasci de Bota e Chapéu"                       | Xororó / Gil Cardoso              | 3:50    |  |
| 4.  | "Gota D'Água"                                  | Léo Canhoto                       | 4:04    |  |
| 5.  | "Coisa de Amigo"                               | Carlos Randall / Danimar          | 2:59    |  |
| 6.  | "Sem Jeito de Viver"                           | Xororó                            | 3:44    |  |
| 7.  | "Caminhoneiro é Bicho Louco (O Filho do Dono)" | Rick / João Márcio                | 4:30    |  |
| 8.  | "Duas Lágrimas"                                | Lucas Silveira                    | 4:06    |  |
| 9.  | "Tô de Saída"                                  | Xororó                            | 3:37    |  |
| 10. | "Coisas Que Eu Já Fiz"                         | José Augusto / Paulo Sérgio Valle | 4:15    |  |
| 11. | "Amor Pela Metade"                             | Tonny Martins / Kleber            | 3:23    |  |
| 12. | "Planeta Azul"                                 | Xororó / Aldemir                  | 4:39    |  |